# Emil Köster

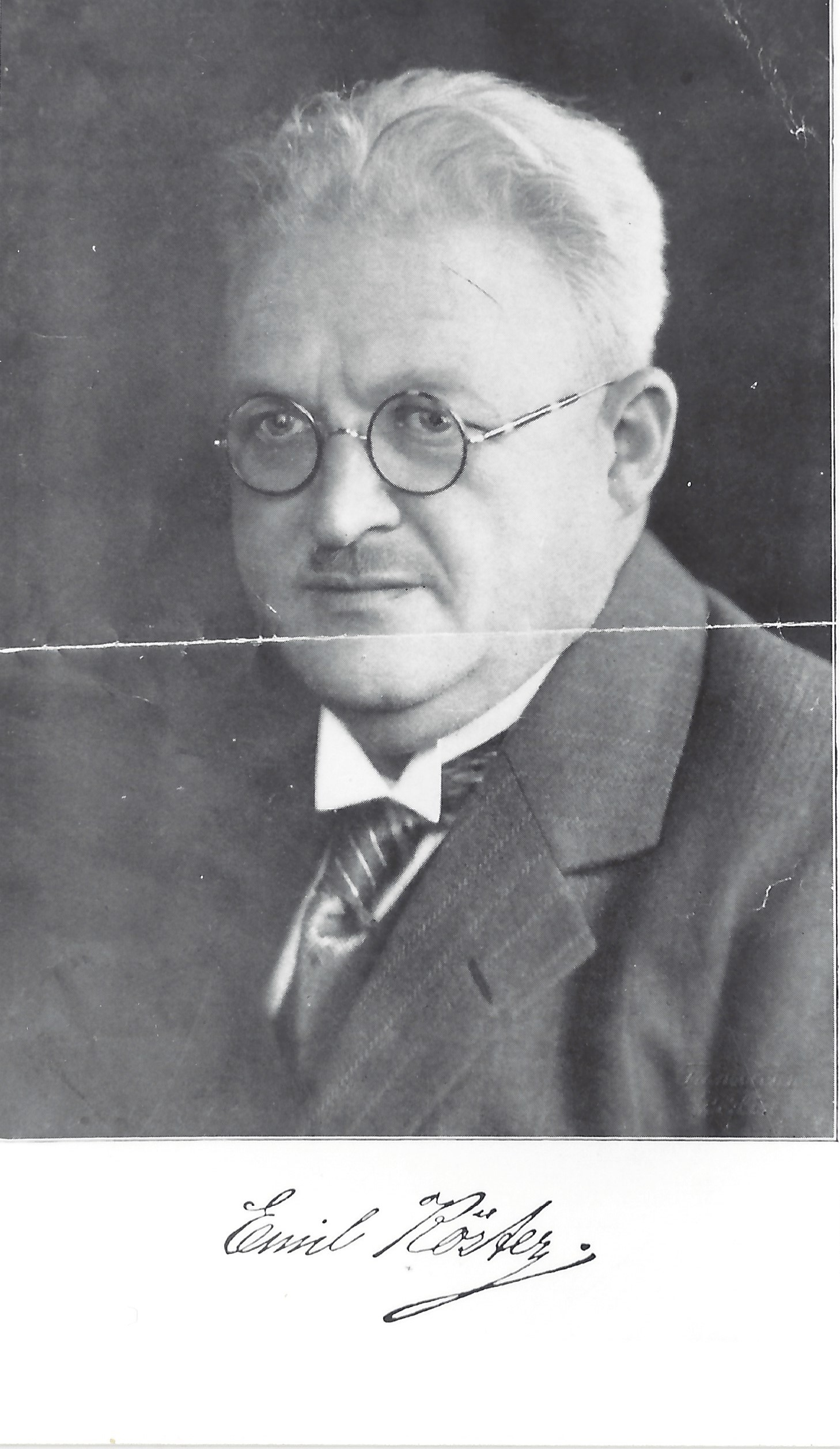
Emil Köster. BITTE überprüfen Sie, ob dies die richtige Person ist

Emil Köster (* 21. Februar 1871 in Hamburg; † 23. Juli 1945 in Berlin) war ein deutscher Politiker (Wirtschaftspartei).

## Leben und Wirken
Nach dem Besuch der Realschule in Altona, die er 1887 mit dem Reifezeugnis verließ, erlernte Köster das Weinküferhandwerk. Anschließend war er mehrere Jahre lang in verschiedenen Betrieben als Kellermeister tätig, bevor er 1896 die Gastwirtschaft seines Vaters in Altona übernahm. 1903 wurde Köster Stadtverordneter in Altona. 1906 wurde er Mitglied im Provinziallandtag Schleswig-Holstein.
1910 gründete Köster die Altonaer Grundeigentümerbank, die er bis zum 1. Juli 1922 als Direktor leitete. Danach übernahm er die Präsidentschaft über den Deutschen Gastwirts-Verband in Berlin.
Während der Weimarer Republik engagierte Köster sich in der Reichspartei des Deutschen Mittelstandes (Wirtschaftspartei). Bei der Reichstagswahl vom Mai 1928 zog er für seine Partei in den Reichstag ein, dem er – im September 1930 und Juli 1932 zweimal wiedergewählt – bis zum November 1932 auf Reichswahlvorschlag angehörte. Daneben war Köster zehn Jahre Vorsitzender des Provinzialverbandes Schleswig-holsteinischer Haus- und Grundeigentümer sowie Vorsitzender des Provinzialverbandes Schleswig-holsteinischer Gastwirtvereine.